# 恶性竞争
恶性竞争，又称破坏性竞争，经济学术语，是指市场中的竞争不是长期或稳健地遵循产品价值，而是由个别企业或竞争者利用价格的大量降低，导致部分行业经济的频繁周期性衰退。許多國家都立法制定嚴格的法例，制定反對激烈的競爭和定價方面的競爭法，以規範反競爭行為。
一些看法對競爭抱持相對否定的態度，甚而認為在特定情境下，所有的競爭本質都是惡性的，像是Tom DeMarco的《怠惰：超越倦怠、忙碌工作，及完全效率的神話》（Slack: Getting Past Burnout, Busywork, and the Myth of Total Efficiency）一書就有段話說「在知識組織中，沒有『良性』競爭這回事，所有的內部競爭都具毀滅性。我們的工作，在本質上是不能由單一個人獨力完成的，知識工作定義上就是合作性的。」（There is no such thing as "healthy" competition within a knowledge organization; all internal competition is destructive. The nature of our work is that it cannot be done by any single person in isolation. Knowledge work is by definition collaborative.）